# Ludovic Genest
Ludovic Genest (Thiers, 18 settembre 1987) è un ex calciatore francese, di ruolo difensore.

## Carriera
Dal 2004 al 2008 è stato titolare con la squadra riserve dell'Auxerre; negli stessi anni ha anche giocato 3 partite di Ligue 1 con la prima squadra. Dal 2008 al 2013 ha giocato con varie squadre di Ligue 2, la seconda serie francese, in cui ha disputato complessivamente 154 partite e segnato 18 gol. Dall'estate del 2013 al gennaio 2014 ha giocato al Bastia, in Ligue 1.